# TOKIO
TOKIO（トキオ）は、日本の男性アイドルグループ、ロックバンドである。1994年9月21日にデビューし、2025年6月25日に解散した。所属事務所は株式会社TOKIO、所属レコード会社はストームレーベルズ。本記事では、所属する株式会社TOKIOについても述べる。

## メンバー

### 解散時のメンバー
| 名前                            | 生年月日               | 出身地 | 血液型 | 演奏担当             | 役職（株式会社TOKIO） |
| ------------------------------- | ---------------------- | ------ | ------ | -------------------- | --------------------- |
| 城島 茂 （じょうしま しげる）   | 1970年11月17日（54歳） | 奈良県 | O型    | ギター、ボーカル     | 取締役社長            |
| 国分 太一 （こくぶん たいち）   | 1974年9月2日（50歳）   | 東京都 | O型    | キーボード、ボーカル | 副社長（企画）        |
| 松岡 昌宏 （まつおか まさひろ） | 1977年1月11日（48歳）  | 北海道 | A型    | ドラムス、ボーカル   | 副社長（広報）        |

### 途中脱退したメンバー
| 名前                          | 生年月日               | 出身地   | 血液型 | 演奏担当         | 脱退年 |
| ----------------------------- | ---------------------- | -------- | ------ | ---------------- | ------ |
| 小島 啓 （こじま ひろむ）     | 1976年10月24日（48歳） | 千葉県   | O型    | ボーカル、ギター | 1994年 |
| 山口 達也 （やまぐち たつや） | 1972年1月10日（53歳）  | 埼玉県   | O型    | ベース、ボーカル | 2018年 |
| 長瀬 智也 （ながせ ともや）   | 1978年11月7日（46歳）  | 神奈川県 | O型    | ボーカル、ギター | 2021年 |

## 略歴

### CDデビューまで
1989年、テレビ朝日のバラエティ番組『アイドル共和国』内で、「平家派」のメンバーだった城島と山口が「城島茂バンド（通称：ジョーバンド）」というユニットを結成（更に前身のユニット名は「JURIA」）。 その後、社長のジャニー喜多川が「TOKIO BAND」というバンド名を与えた。このTOKIO BANDが、現在のTOKIOの直接の前身に当たる。
1990年4月、国分（城島、山口と同じく「平家派」の出身）と松岡が「SMAP学園」選抜メンバーとして城島と組み、3名で最初の「TOKIO」を結成。少し遅れて小島啓が加入し4人組となる。その後、城島がジャニー喜多川に交渉したことで、未参加だった山口がメンバーに復帰した。
1992年頃、ジャニーズJr.の中で頭角を現していた長瀬がサポートメンバーとして時折参加するようになる。それ以降はデビューまで、雑誌・ラジオ等では長瀬を除く5人編成、テレビやライブでは長瀬を含む6人編成といった変則的な構成であり、ダンスチームとバンドチームの2グループ制でも活動していた。城島はバンド側のみ所属し、残りのメンバーは両側に所属。主に少年隊、光GENJI、SMAPのバックダンサー及びバックバンドを担当し、それぞれのツアーやライブへの帯同、主演ミュージカルへの出演も経験した。
1993年10月10日、NHK-BS2『アイドルオンステージ』にレギュラー出演（1994年12月まで）。
1994年1月5日から同月23日まで、全国7大都市のライブハウスでファーストライブツアーを敢行（計23公演）。5月15日に、大阪・松竹座で“1日10回公演”のライブを行う。松竹座公演終了後、小島が突然TOKIOを脱退しジャニーズ事務所からも退所。これにより長瀬が正式なメンバーに昇格し、以降は2018年に山口が脱退するまで約24年間、この5人で活動することとなる。
1994年7月12日、日本武道館でCDデビューの記者発表を行う。8月10日から8月30日まで、全国9大都市でコンサートツアーを敢行（計24公演）。9月21日、Sony Recordsから『LOVE YOU ONLY』でCDデビュー。キャッチフレーズは「ダテに待たせたワケじゃない」だった。なお、当デビュー曲は、2021年現在もTOKIO自身最大のヒット・シングルとなっている。

### 1994年 - 2000年
1994年11月2日、CDデビューからわずか2か月で日本武道館でのコンサートを行った。12月31日には『第45回NHK紅白歌合戦』への初出場も果たし、デビューから3か月10日という当時の史上最速出場を記録した『NHK紅白歌合戦』へはその後も、2017年まで24回連続で出場。これは、ジャニーズ事務所に所属するアーティスト（かつてジャニーズ事務所に所属していたアーティストも含む）におけるNHK紅白歌合戦の歴代最多出場記録である（2025年時点）。
1995年11月2日、TOKIOを代表する冠番組となる『ザ!鉄腕!DASH!!』（日本テレビ系）が放映開始。一アイドルの番組企画ながら、専門家の指導や監修を受けて農業や漁業、酪農や製造業などを手がけるようになり、「農業アイドル（農ドル）」の代表格とされるようになった。
1997年12月1日、1995年1月17日に発生した阪神・淡路大震災へのチャリティー活動として、メンバーに関西出身者のいるTOKIO・V6・KinKi KidsがJ-FRIENDSを結成。震災発生当時の小学校1年生（1987年4月2日生まれから1988年4月1日生まれ）が義務教育を終える2003年3月まで活動した。リリースしたシングル・ミニアルバムは全て初登場で1位を獲得した。
1998年8月、『24時間テレビ 「愛は地球を救う」 いま、始めよう』（日本テレビ系列）において、初めてパーソナリティを務めた。
1999年、『ザ!鉄腕!DASH!!』の番組企画内で城島・山口・国分が「15minutes」、長瀬・松岡・忌野清志郎が「ぴんく」という覆面バンドを結成しインディーズCDを発売（九州の一部店舗のみ）。「15minutes」のCDはその後、違う編曲をされたものが『YESTERDAY & TODAY』発売時に抽選で1000人に特典としてプレゼントされた。

### 2001年 - 2005年
2001年のシングル『どいつもこいつも/ボクの未来』より、Sony Recordsからユニバーサルミュージックへ移籍。同年、シングル『メッセージ/ひとりぼっちのハブラシ』でデビュー7年目にして初のオリコン1位を獲得した。
2002年12月4日には、TBSのドラマ『やんパパ』の主題歌「ding-dong」を含むシングル『ding-dong/glider』発売、オリコン1位を獲得。
2003年8月、『24時間テレビ 「愛は地球を救う」あなたを一番愛する人…』において、2度目のパーソナリティを務めた。
2003年には東海旅客鉄道（JR東海）の東海道新幹線品川駅開業とタイアップした『AMBITIOUS JAPAN!』をリリース、オリコン1位を獲得した。楽曲は、東海道新幹線品川駅の開業、及び東海道・山陽新幹線のダイヤ改正を記念したキャンペーンのCMソングとして起用され、同社所属の新幹線車両にイントロ（始発・終点）およびサビ（途中駅（中間駅）発車後・到着前）のチャイムが採用され、2023年7月20日までの約20年間にわたり使用された。同年7月21日より、同社所属の新幹線車両のチャイムはUAの『会いに行こう』が使用されている。
2004年9月1日にデビュー10周年記念アルバムとして出た、ジャニーズヒットソングのカバー・アルバム『TOK10』がオリコン1位となる。各曲のプロデューサーには、国内外のトップミュージシャンを迎えた。
2005年にフジテレビの『メントレG』番組内でエンディングテーマを決めるに当たり、各メンバー作詞・作曲の楽曲を匿名で公開、視聴者の投票により城島の『僕の恋愛事情と台所事情』に決まった。

### 2006年 - 2010年
2006年2月8日に、TBSの金曜ドラマ『夜王〜YAOH〜』の主題歌でもある『Mr.Traveling Man』を発売、オリコンチャート初登場1位。2年4か月ぶりのシングル首位を獲得した。6月21日にシングル『Get Your Dream』がリリースされた。TBSサッカーワールドカップの応援歌となっていて、曲のタイトルはサッカー日本代表の中村俊輔選手が命名した。7月12日に、TVなどで見せる「仲間同士で遊ぶ」というコンセプトにマッチしたという理由から、マイクロソフトのXbox 360のイメージキャラクターに起用が決定。8月23日には『宙船(そらふね)/do! do! do!』をリリース。オリコンチャートで初登場1位を獲得した。収録されている「宙船」は、長瀬が主演した日本テレビの土曜ドラマ『マイ★ボス マイ★ヒーロー』の主題歌。同曲の作詞・作曲を手掛けたのはシンガー・ソングライター中島みゆき。「ハードな歌謡ロック」をイメージしたという「宙船」により、TOKIO（ジャニーズ）と中島みゆきというコラボレーションが実現した。なお、翌2007年3月開幕の「第79回選抜高等学校野球大会」では、開会式の入場行進曲にも採用された。10月18日に1年8か月ぶりとなるアルバム『Harvest』をリリース。
2007年3月28日に『ひかりのまち/ラン・フリー(スワン・ダンスを君と)」をリリース。大物アーティストとのコラボ第2弾となるこの曲は甲斐よしひろが作詞・作曲をした。8月15日にシンガーソングライター中島みゆきとのコラボ2作目となる『本日、未熟者/Over Drive』をリリース。山口達也主演で日本テレビの土曜ドラマ『受験の神様』の主題歌である。11月28日には『青春 SEISYuN』をリリース。表題曲は長瀬智也主演でTBSの金曜ドラマ『歌姫』の主題歌となり、作詞、作曲はシンガーソングライターの長渕剛が手掛けた。大物アーティストとのコラボは3度目となり、1年3か月ぶりのシングル初登場で首位を獲得した。
2008年3月8日、山口が5歳年下の元モデルと入籍。同日夜の日本武道館ライブでファンに報告した。7月に松岡が主演を務める日本テレビのドラマ『ヤスコとケンジ』の主題歌となるシングル『雨傘』（作詞/作曲：椎名林檎、編曲：東京事変）から、ジェイ・ストームに移籍することを発表。
2010年4月11日に、『ザ!鉄腕!DASH!!』の企画「ソーラーカー 一筆書きで日本一周」を7年かけてスタート地点の東京・晴海にゴールした。6月16日に『-遥か-』をリリース。『ザ!鉄腕!DASH!!』の企画「DASH海岸」のテーマソングであり、TUBEの前田亘輝・春畑道哉から詞曲提供を受けた。『青春 SEISYuN」以来、2年7か月振りの首位獲得となり、ジェイ・ストーム移籍後は初の首位獲得となった。また、初動のみで前作の累計売上を上回った。2010年7月に『ザ!鉄腕!DASH!!』の企画「DASH海岸」が国土交通省から評価され、「海の日表彰（関東地方整備局港湾空港関係功労者表彰）」を受けた。2010年8月28日・29日、『24時間テレビ 「愛は地球を救う」 ありがとう〜今、あの人に伝えたい〜』において、3度目のパーソナリティを務めた。

### 2011年 - 2017年
2011年5月に松岡が『高校生レストラン』で7度目の主演を務め、日本テレビ土曜ドラマ枠での主演回数が過去最多となった。9月23日に『テレビ朝日ドリームフェスティバル2011』（日本武道館）出演。
2012年9月23日に『TOKIO LIVE TOUR 1718』 の最終公演（日本武道館）がライブシネマとして、和歌山県・鳥取県を除く全国45都道府県94ヶ所の映画館で同時生中継される。
2013年2月20日にシングル「リリック」をリリース。これ以降のシングルはほとんど長瀬が作詞・作曲している。
2014年に20周年を迎えたTOKIOはジャニーズ初の野外フェス『JOIN ALIVE』、『サマーソニック』に出演した。6月1日に東京・東京競馬場で行われた「第81回 日本ダービー」のプレゼンターとして登場、代表して長瀬が国歌を斉唱した。7月16日にTOKIOデビュー20周年記念ベストアルバム『HEART』をリリース。2014年7月28日付のオリコンチャートで、初週4.1万枚を売り上げ1位を獲得した。シングルでは『-遥か-』以来で4年1か月ぶり、アルバムでは『TOK10』以来で9年10か月ぶりの首位獲得となった。8月から11月にかけて20周年記念ライブ「JRA 60th presents TOKIO 20th Anniversary Live Tour HEART」を開催。2014年のバラエティ年間平均視聴率ランキングで、レギュラー番組の『ザ!鉄腕!DASH!!』が平均視聴率18.4%で首位となった。
2016年9月21日、東京オリンピック・パラリンピックのフラッグが都内や全国を巡回する「フラッグツアー」のスペシャルアンバサダーに就任。

### 2018年 - 2025年

#### 山口の脱退
2018年4月25日、同年2月12日に泥酔した山口が仕事で知り合った女子高校生に無理にキスするなどしたことから強制わいせつ容疑で書類送検されたことが報道された。報道翌日に山口は謝罪会見を開き、ジャニーズ事務所は芸能活動を無期限謹慎処分とすることを発表。その後、5月2日に山口以外の4人は会見を開き、4月30日に山口がTOKIOに「辞表」を提出して脱退を申し出たことを城島が明かした。なお城島は山口の処遇について、その日のうちに結論が出ずに保留になったとしていた。
同年5月6日、ジャニーズ事務所は山口の「辞表」を正式に受理し、山口はTOKIOから脱退すると共にジャニーズ事務所からも退所した。同事務所は「本人の強い意思に基づきジャニー喜多川社長と城島茂リーダーの2人で協議を行った結果、契約を解除することとなりました」としている。
山口の脱退により、TOKIOは音楽活動を休止。長瀬は「TOKIOの楽曲は彼の演奏する音がないと全く形にならない」「僕らは23年間バンドでやってきましたから、やはり、一つの音がなくなってしまうというのはそういうことなんだと思います」と話しており、その後は定期的に出演していた音楽番組への出演も辞退した。また、デビューより毎年出場していたNHK紅白歌合戦にも選出されず、TOKIOの連続出場記録も歴代11位の24年で途切れた。

#### 長瀬の脱退・株式会社TOKIO設立
2021年3月31日、長瀬が脱退しジャニーズ事務所も退所。このことに関して、ジャニーズ事務所は「長年にわたって培ってきた表現者としてのクリエイティビティーを活かし、他事務所に属することなく、裏方としてゼロから新しい仕事の形を創り上げていくことになりました。」と説明している。
国分の発案により、残る3人のメンバーはジャニーズグループの関連会社となる「株式会社TOKIO」を同年4月1日に設立し、そちらに移籍して活動を継続。城島が社長となり、国分と松岡が副社長として経営にも携わる。これらの件は、前もって2020年7月22日に公表・報道された。

#### 国分の不祥事・解散
2025年6月20日、コンプライアンス上の問題行為が複数あったとして、国分が『ザ!鉄腕!DASH!!』から降板することを日本テレビが発表。その後、株式会社TOKIOからも同様の理由で国分の無期限活動休止が発表された。
同年6月25日、「グループ『TOKIO』として再び信頼をいただき、応援いただくことは難しい」という理由から、同日付で解散が発表された。
松岡は取材にて、株式会社TOKIOを立ち上げる際に「今後、もし一人でも欠ける時があれば、その時はもう終わりだな」というような話があったことを明かした。また解散は、日本テレビの降板会見を受けた城島と松岡の二人による話し合いですぐに決まり、自宅で謹慎する国分も松岡から電話連絡を受けると「大変申し訳ございません。よろしくお願いします」と了承したという。
『ザ!鉄腕!DASH!!』については解散後も日本テレビが放送継続を発表しており、城島と松岡には引き続き出演を依頼する方針としている。

## 株式会社TOKIO
2020年7月22日、長瀬の2021年3月末でのTOKIOからの脱退と共に会社設立が発表された。
発表日に法人登記され、代表取締役（会長に相当）に藤島ジュリー景子、取締役社長（代表権なし）に城島、取締役副社長・企画担当に国分、取締役副社長・広報担当に松岡が就任した。
2021年4月1日には公式Webサイトが公開され、株式会社TOKIOとしての事業等が発表された。
2022年5月4日付で新プロジェクト「TOKIO-BA（トキオバ）」の始動と、国分が関連会社として設立した株式会社TOKIO-BA（トキオバ）の取締役社長に、城島と松岡が取締役副社長に就任したことが発表された。
2023年10月2日、2023年9月30日付で社長の城島が代表権を得て、「代表取締役社長」となったことを発表。更に城島は、自身のテレビ番組『週刊ニュースリーダー』において、「原資も全部3人で100％」として株式会社ジャニーズ事務所から資本的にも独立することを表明、一方ジャニーズ事務所の事業を引き継ぐ新会社（STARTO ENTERTAINMENT）との関係性については検討中としていた。
2024年4月12日、STARTO ENTERTAINMENTとのエージェント契約を締結したことを公式サイトで発表。株式会社TOKIOとSTARTO社との資本関係はないと表明している。翌月5月1日には新社屋への移転を予定するとし、5月10日までに移転完了がTOKIOの公式Xアカウントにて報告された。
2025年6月、TOKIOの解散に伴い、残務整理後廃業することとなった。関連会社のTOKIO-BAについても同様に廃業し、運営していた福島県西郷村のアウトドア施設TOKIO-BAも閉園することが発表された。

## エピソード
『ザ!鉄腕!DASH!!』の企画「DASH村」が福島県双葉郡浪江町にある縁から、福島第一原発事故で深刻な被害を受けた福島県への恩返しを込めて、同県の農産物PRCMに2011年からノーギャラで出演していることが明かされている。また、株式会社TOKIO設立後の2021年4月1日には、福島県庁企画調整部企画調整課内に同社と市町村や各種団体など関係機関との橋渡し役の窓口として企画実現をサポートする仮想組織としての「TOKIO課」が設置されている。

## 作品

### シングル
2000年の『恋に気づいた夜』までが8cmシングル、2001年の『どいつもこいつも』からマキシシングル。
| #  | 発売日         | タイトル                                         | レーベル      | 最高順位 | 収録アルバム                  |
| -- | -------------- | ------------------------------------------------ | ------------- | -------- | ----------------------------- |
| 1  | 1994年9月21日  | LOVE YOU ONLY                                    | Sony Records  | 3位      | TOKIO                         |
| 2  | 1994年12月12日 | 明日の君を守りたい 〜YAMATO2520〜                | Sony Records  | 7位      | TOKIO                         |
| 3  | 1995年4月12日  | うわさのキッス                                   | Sony Records  | 2位      | Bad Boys Bound～TOKIO II～    |
| 4  | 1995年6月21日  | ハートを磨くっきゃない                           | Sony Records  | 3位      | Best E.P Selection of TOKIO   |
| 5  | 1995年8月21日  | SoKoナシLOVE                                     | Sony Records  | 5位      | BLOWING                       |
| 6  | 1995年10月21日 | 好きさ 〜Ticket To LOVE〜                        | Sony Records  | 5位      | BLOWING                       |
| 7  | 1995年12月2日  | 風になって                                       | Sony Records  | 5位      | BLOWING                       |
| 8  | 1996年2月26日  | MAGIC CHANNEL                                    | Sony Records  | 6位      | Best E.P Selection of TOKIO   |
| 9  | 1996年7月22日  | ありがとう…勇気                                  | Sony Records  | 3位      | Best E.P Selection of TOKIO   |
| 10 | 1996年11月25日 | Everybody Can Do!                                | Sony Records  | 9位      | BEST EP SELECTION OF TOKIO II |
| 11 | 1997年2月11日  | フラれて元気                                     | Sony Records  | 5位      | WILD & MILD                   |
| 12 | 1997年5月28日  | Julia                                            | Sony Records  | 10位     | Graffiti                      |
| 13 | 1998年3月4日   | この指とまれ!                                    | Sony Records  | 9位      | BEST EP SELECTION OF TOKIO II |
| 14 | 1998年5月20日  | Love & Peace                                     | Sony Records  | 9位      | YESTERDAY & TODAY             |
| 15 | 1999年2月17日  | 君を想うとき/Oh! Heaven                          | Sony Records  | 9位      | YESTERDAY & TODAY             |
| 16 | 1999年6月30日  | 何度も夢の中でくり返すラブ・ソング/溢れる想い    | Sony Records  | 7位      | YESTERDAY & TODAY             |
| 17 | 1999年8月25日  | 忘れえぬ君へ…                                    | Sony Records  | 10位     | YESTERDAY & TODAY             |
| 18 | 1999年11月10日 | 愛の嵐                                           | Sony Records  | 10位     | BEST EP SELECTION OF TOKIO II |
| 19 | 2000年5月31日  | みんなでワーッハッハ!/愛はヌード                 | Sony Records  | 6位      | BEST EP SELECTION OF TOKIO II |
| 20 | 2000年9月13日  | 恋に気づいた夜                                   | Sony Records  | 11位     | BEST EP SELECTION OF TOKIO II |
| 21 | 2001年3月7日   | どいつもこいつも/ボクの未来                      | ユニバーサルJ | 10位     | 5 AHEAD                       |
| 22 | 2001年5月30日  | メッセージ/ひとりぼっちのハブラシ                | ユニバーサルJ | 1位      | 5 AHEAD                       |
| 23 | 2001年8月8日   | カンパイ!!                                       | ユニバーサルJ | 4位      | 5 AHEAD                       |
| 24 | 2001年10月31日 | DR/Only One Song                                 | ユニバーサルJ | 4位      | 5 AHEAD                       |
| 25 | 2002年3月6日   | 花唄                                             | ユニバーサルJ | 5位      | glider                        |
| 26 | 2002年7月10日  | GREEN                                            | ユニバーサルJ | 6位      | glider                        |
| 27 | 2002年12月4日  | ding-dong/glider                                 | ユニバーサルJ | 1位      | glider                        |
| 28 | 2003年10月1日  | AMBITIOUS JAPAN!                                 | ユニバーサルJ | 1位      | ACT II                        |
| 29 | 2003年12月3日  | ラブラブ♡マンハッタン/ALIVE-LIFE                 | ユニバーサルJ | 4位      | ACT II                        |
| 30 | 2004年3月3日   | トランジスタGガール                              | ユニバーサルJ | 4位      | ACT II                        |
| 31 | 2004年11月17日 | 自分のために/for you                             | ユニバーサルJ | 4位      | ACT II                        |
| 32 | 2005年12月7日  | 明日を目指して!                                  | ユニバーサルJ | 3位      | Harvest                       |
| 33 | 2006年2月8日   | Mr.Traveling Man                                 | ユニバーサルJ | 1位      | Harvest                       |
| 34 | 2006年6月21日  | Get Your Dream                                   | ユニバーサルJ | 2位      | Harvest                       |
| 35 | 2006年8月23日  | 宙船/do! do! do!                                 | ユニバーサルJ | 1位      | Harvest                       |
| 36 | 2007年3月28日  | ひかりのまち/ラン・フリー (スワン・ダンスを君と) | ユニバーサルJ | 2位      | sugar                         |
| 37 | 2007年8月15日  | 本日、未熟者/Over Drive                          | ユニバーサルJ | 2位      | sugar                         |
| 38 | 2007年11月28日 | 青春(SEISYuN)                                    | ユニバーサルJ | 1位      | sugar                         |
| 39 | 2008年9月3日   | 雨傘/あきれるくらい 僕らは願おう                 | J Storm       | 2位      | 17                            |
| 40 | 2009年8月19日  | 太陽と砂漠のバラ/スベキコト                      | J Storm       | 3位      | 17                            |
| 41 | 2010年2月3日   | advance/また朝が来る                             | J Storm       | 5位      | 17                            |
| 42 | 2010年6月16日  | -遥か-                                           | J Storm       | 1位      | 17                            |
| 43 | 2010年8月11日  | NaNaNa (太陽なんていらねぇ)                      | J Storm       | 6位      | 17                            |
| 44 | 2011年5月25日  | 見上げた流星                                     | J Storm       | 4位      | 17                            |
| 45 | 2012年2月29日  | 羽田空港の奇跡/KIBOU                             | J Storm       | 5位      | 17                            |
| 46 | 2013年2月20日  | リリック                                         | J Storm       | 7位      | HEART                         |
| 47 | 2013年3月20日  | 手紙                                             | J Storm       | 8位      | アルバム未収録                |
| 48 | 2013年10月30日 | ホントんとこ/Future                              | J Storm       | 6位      | アルバム未収録                |
| 49 | 2014年5月21日  | LOVE, HOLIDAY.                                   | J Storm       | 4位      | アルバム未収録                |
| 50 | 2015年10月28日 | 東京ドライブ                                     | J Storm       | 9位      | アルバム未収録                |
| 51 | 2016年2月24日  | fragile                                          | J Storm       | 7位      | アルバム未収録                |
| 52 | 2016年11月30日 | 愛! wanna be with you...                         | J Storm       | 4位      | アルバム未収録                |
| 53 | 2017年8月30日  | クモ                                             | J Storm       | 8位      | アルバム未収録                |

### 配信限定
| # | 発売日       | タイトル | レーベル | 収録アルバム |
| - | ------------ | -------- | -------- | ------------ |
| 1 | 2011年2月8日 | PLUS     | J Storm  | HEART        |

### アルバム

#### フルアルバム
| #  | 発売日         | タイトル                   | レーベル      | 最高位 |
| -- | -------------- | -------------------------- | ------------- | ------ |
| 1  | 1994年11月21日 | TOKIO                      | Sony Records  | 8位    |
| 2  | 1995年7月3日   | Bad Boys Bound〜TOKIO II〜 | Sony Records  | 4位    |
| 3  | 1996年3月25日  | BLOWING                    | Sony Records  | 7位    |
| 4  | 1997年3月26日  | WILD & MILD                | Sony Records  | 9位    |
| 5  | 1998年4月1日   | Graffiti                   | Sony Records  | 9位    |
| 6  | 2000年2月2日   | YESTERDAY & TODAY          | Sony Records  | 9位    |
| 7  | 2001年12月5日  | 5 AHEAD                    | ユニバーサルJ | 8位    |
| 8  | 2003年2月19日  | glider                     | ユニバーサルJ | 5位    |
| 9  | 2005年2月2日   | ACT II                     | ユニバーサルJ | 3位    |
| 10 | 2006年10月18日 | Harvest                    | ユニバーサルJ | 2位    |
| 11 | 2008年2月20日  | sugar                      | ユニバーサルJ | 6位    |
| 12 | 2012年8月22日  | 17                         | J Storm       | 5位    |

#### ミニアルバム
| # | 発売日       | タイトル | レーベル     |
| - | ------------ | -------- | ------------ |
| 1 | 1998年8月5日 | 電光石夏 | Sony Records |

#### ベストアルバム
| # | 発売日        | タイトル                      | レーベル     | 備考 |
| - | ------------- | ----------------------------- | ------------ | --- |
| 1 | 1996年8月26日 | Best E.P Selection of TOKIO   | Sony Records | 『LOVE YOU ONLY』から『ありがとう…勇気』までのシングルとアルバム曲の一部シングルのc/wを収録                           |
| 2 | 2001年5月9日  | BEST EP SELECTION OF TOKIO II | Sony Records | 「Everybody Can Do!」から『恋に気づいた夜』までのシングルと一部シングルのc/wを収録                                    |
| 3 | 2014年7月16日 | HEART                         | J Storm      | デビューから2013年までの楽曲の中からファン投票によって選出された楽曲を収録した オールタイム・コンピレーションアルバム |

#### リミックスアルバム
| # | 発売日       | タイトル    | レーベル     |
| - | ------------ | ----------- | ------------ |
| 1 | 1995年3月8日 | TOKIO REMIX | Sony Records |

#### カバーアルバム
| # | 発売日       | タイトル | レーベル      | 備考 |
| - | ------------ | -------- | ------------- | --- |
| 1 | 2004年9月1日 | TOK10    | ユニバーサルJ | TOKIOデビュー10周年記念アルバム 初代ジャニーズからKinKi Kidsまでの歴代ジャニーズアーティストのカヴァーを収録 |

### 映像作品「「
| #  | VHS発売日      | DVD発売日      | BD発売日      | タイトル                                         | レーベル      |
| -- | -------------- | -------------- | ------------- | ------------------------------------------------ | ------------- |
| 1  | 1995年3月8日   | -              | -             | TOKIO in YAMATO2520 〜YAMATO2520テーマソングス〜 | Sony Records  |
| 2  | 1995年11月23日 | -              | -             | TOKIO FIRST LIVE VIDEO 〜BAD BOYS BOUND '95〜    | Sony Records  |
| -  | 1996年         | -              | -             | TOKIO CONCERT TOUR 1996 風になって               | Sony Records  |
| 3  | 1996年12月23日 | -              | -             | TOKIO VIDEO CLIP SELECTION                       | Sony Records  |
| 4  | 1998年4月1日   | -              | -             | TOKIO LIVE 1997 + SPECIAL BONUS TRACK 1998       | Sony Records  |
| 5  | 1999年10月6日  | 2000年3月29日  | -             | TOKIO 1999 LIVE IN 日本武道館 〜君を想うとき〜   | Sony Records  |
| 6  | 2000年3月29日  | 2000年3月29日  | -             | TOKIO VIDEO CLIPS 2000                           | Sony Records  |
| 7  | 2002年5月22日  | 2002年5月22日  | -             | 5 ROUND                                          | ユニバーサルJ |
| 8  | 2002年8月7日   | 2002年8月7日   | -             | TOKIO LIVE TOUR 2002 5 AHEAD in 日本武道館       | ユニバーサルJ |
| 9  | 2004年5月19日  | 2004年5月19日  | -             | 5 ROUND II                                       | ユニバーサルJ |
| 10 | 2005年1月12日  | 2005年1月12日  | -             | TOKIO 10th anniversary LIVE 2004                 | ユニバーサルJ |
| 11 | -              | 2005年11月16日 | -             | 僕の恋愛事情と台所事情                           | ユニバーサルJ |
| 12 | -              | 2006年11月22日 | -             | TOKIO Special GIGs 2006 〜Get Your Dream〜       | ユニバーサルJ |
| 13 | -              | 2007年1月31日  | -             | 5 ROUND III                                      | ユニバーサルJ |
| 14 | -              | 2011年9月14日  | -             | OVER/PLUS                                        | J Storm       |
| 15 | -              | 2013年4月17日  | -             | TOKIO LIVE TOUR 1718                             | J Storm       |
| 16 | -              | 2015年1月28日  | 2015年1月28日 | TOKIO 20th Anniversary Live Tour HEART           | J Storm       |

### TOKIO STATION
『TOKIO STATION』とは、TOKIOのフリートークを収録したCDまたはDVDのことで、アルバムの初回盤やCD・DVDの購入特典として発売または、配布されている。
| 発売日         | 配布年 | タイトル                                            | 規格   | 備考                                                                                        |
| -------------- | ------ | --------------------------------------------------- | ------ | ------------------------------------------------------------------------------------------- |
| 2001年12月5日  | -      | TOKIO STATION -新リーダー決定!?編-                  | 8cmCD  | アルバム『5 AHEAD』初回盤Aに収録                                                            |
| 2001年12月5日  | -      | TOKIO STATION -新ボーカル決定!?編-                  | 8cmCD  | アルバム『5 AHEAD』初回盤Bに収録                                                            |
| -              | 2002年 | TOKIO STATION 〜スタジオライブ編〜                  | 8cmCD  | シングル『GREEN』購入者応募抽選特典                                                         |
| 2003年2月19日  | -      | TOKIO STATION 〜スタジオ・セッション編〜            | 8cmCD  | アルバム『glider』初回盤Aに収録                                                             |
| 2003年2月19日  | -      | TOKIO STATION 〜アルバム解説編〜                    | 8cmCD  | アルバム『glider』初回盤Bに収録                                                             |
| 2005年12月7日  | -      | TOKIO STATION 〜楽曲解説編〜                        | 12cmCD | シングル『明日を目指して!』初回盤Aに収録                                                    |
| 2005年12月7日  | -      | TOKIO STATION 〜ビデオ・クリップ解説編〜            | 12cmCD | シングル『明日を目指して!』初回盤Bに収録                                                    |
| 2008年9月3日   | -      | TOKIO STATION II 〜あきれるくらい TOKIOは喋ろう編〜 | DVD    | シングル『雨傘/あきれるくらい 僕らは願おう』初回限定盤2に収録                               |
| 2009年8月19日  | -      | TOKIO STATION II 〜ハナスベキコト編〜               | DVD    | シングル『太陽と砂漠のバラ/スベキコト』初回限定盤2に収録                                    |
| -              | 2010年 | TOKIO STATION SPECIAL 〜ビアガーデン編〜            | DVD    | シングル『-遥か-』購入応募特典                                                              |
| -              | 2011年 | TOKIO STATION 〜ラジオ編〜                          | 12cmCD | シングル『見上げた流星』購入応募特典                                                        |
| -              | 2012年 | TOKIO STATION II 〜屋形船編〜                       | DVD    | アルバム『17』購入応募特典                                                                  |
| -              | 2013年 | TOKIO STATION II 〜公開収録編〜                     | DVD    | シングル『リリック」、「手紙」、 ライブDVD『TOKIO LIVE TOUR 1718』購入応募特典              |
| 2015年10月28日 | -      | TOKIO STATION II ～東京ドライブ編～                 | DVD    | シングル『東京ドライブ』初回限定盤に収録                                                    |
| 2016年2月24日  | -      | TOKIO STATION 〜ラジオ編〜                          | CD     | シングル『fragile』通常盤に収録                                                             |
| 2016年2月24日  | -      | TOKIO STATION WEB 〜楽屋トーク編〜                  | WEB    | シングル『fragile』初回盤・通常盤にパスワードを封入、 聴けるトークが異なる                  |
| 2016年11月30日 | -      | TOKIO STATION 〜ラジオ編〜                          | CD     | シングル『愛! wanna be with you...』通常盤に収録                                            |
| 2016年11月30日 | -      | TOKIO STATION WEB 〜楽屋トーク編〜                  | WEB    | シングル『愛! wanna be with you...』初回盤・通常盤にパスワードを封入、 聴けるトークが異なる |

### 未CD化曲
| タイトル               | 作詞     | 作曲     | 備考                                                  |
| ---------------------- | -------- | -------- | ----------------------------------------------------- |
| ONE NIGHT MAGICIAN     | 和泉一弥 | 清岡千穂 | TBSラジオ『城島茂のTOKIO CLUB』のエンディングテーマ。 |
| あゝ青春わからずや     | 松井五郎 | 和泉一弥 |                                                       |
| Body heat TOKIO        | 森浩美   | 長岡成貢 | ミュージカル「PLAYZONE'93 WINDOW」の劇中歌            |
| 好きさどうにかなりそう | 三浦徳子 | 松田博幸 |                                                       |

## タイアップ
| 曲名                                         | タイアップ |
| -------------------------------------------- | --- |
| LOVE YOU ONLY                                | フジテレビ系アニメ『ツヨシしっかりしなさい』オープニングテーマ |
| 時代を（TOKIO）よろしく!                     | テレビ朝日系ドラマ『八神くんの家庭の事情』エンディングテーマ |
| 明日の君を守りたい 〜YAMATO2520〜            | オリジナルビデオアニメ『YAMATO2520』イメージソング |
| 永遠の星座 〜YAMATO2520 愛のテーマ〜         | オリジナルビデオアニメ『YAMATO2520』イメージソング |
| うわさのキッス                               | フジテレビ系アニメ『キテレツ大百科』エンディングテーマ |
| ハートを磨くっきゃない                       | NHK教育系アニメ『飛べ!イサミ』オープニングテーマ |
| SoKoナシLOVE                                 | TBS系ドラマ『夏!デパート物語』主題歌 |
| 好きさ 〜Ticket To LOVE〜                    | CM：ハウス食品「バーモントカレー」 |
| 風になって                                   | 『第74回全国高校サッカー選手権大会』イメージソング |
| MAGIC CHANNEL                                | 日本テレビ系『ザ!鉄腕!DASH!!』エンディングテーマ |
| ありがとう…勇気                              | フジテレビ系『アトランタ五輪』テーマソング 映画『That's カンニング! 史上最大の作戦?』主題歌                                                                                      |
| 世界の屋根                                   | フジテレビ系『アトランタ五輪』エンディングテーマ |
| 19時のニュース                               | テレビ東京系アニメ『こどものおもちゃ』オープニングテーマ |
| Ballad For Pure Generation                   | TBS系『川柳役者』オープニングテーマ |
| Everybody Can Do!                            | フジテレビ系アニメ『こちら葛飾区亀有公園前派出所』オープニングテーマ |
| フラれて元気                                 | 日本テレビ系ドラマ『サイコメトラーEIJI』主題歌 日本テレビ系『ザ!鉄腕!DASH!!』エンディングテーマ                                                                                  |
| Dash For The Dream                           | 日本テレビ系『ザ!鉄腕!DASH!!』エンディングテーマ |
| Julia                                        | 日本テレビ系ドラマ『せいぎのみかた』オープニングテーマ |
| あたってくだけろ!                            | CM：フマキラー |
| この指とまれ!                                | フジテレビ系『ねばぎば!TOKIO』主題歌 CM：ハウス食品「デザートキャンペーン」 |
| Angel                                        | TBS系『TOKIO HEADZ!』エンディングテーマ |
| Love & Peace                                 | 日本テレビ系ドラマ『LOVE&PEACE』主題歌 |
| 君を想うとき                                 | フジテレビ系『男女8人恋愛ツアー!TOKIOのな・り・ゆ・き!!』テーマソング |
| Oh!Heaven                                    | TBS系ドラマ『天国に一番近い男〜MONOカンパニー編〜』主題歌 |
| 何度も夢の中でくり返すラブ・ソング           | 日本テレビ系『ザ!鉄腕!DASH!!』テーマソング |
| 溢れる想い                                   | フジテレビ系『Sports Party ただいま夢中!』エンディングテーマ |
| Yesterday's                                  | TBS系『ガチンコ!』テーマソング |
| 愛の嵐                                       | 日本テレビ系ドラマ『サイコメトラーEIJI2』主題歌 |
| Heart                                        | フジテレビ系『メントレ』エンディングテーマ |
| みんなでワーッハッハ!                        | フジテレビ系『メントレG』テーマソング |
| 愛はヌード                                   | フジテレビ系ドラマ『ショカツ』主題歌 |
| 恋に気づいた夜                               | TBS系『ガチンコ!』テーマソング |
| OH!IT'S TRUE LOVE                            | TBS系『ガチンコ!ファイトクラブ』応援歌 |
| どいつもこいつも                             | フジテレビ系『メントレG』エンディングテーマ |
| ボクの未来                                   | CM：進研ゼミ「中学講座」 |
| メッセージ                                   | TBS系ドラマ『天国に一番近い男〜教師編〜』主題歌 TBS系ドラマ『C・C・C カークラッシュクラブ』エンディングテーマ                                                                    |
| カンパイ!!                                   | TBS系『ガチンコ!』エンディングテーマ TBS系『ファイトTV24・やればできるさ!』エンディングテーマ TBS系『C・C・C カークラッシュクラブ』エンディングテーマ CM：キリン「ラガービール」 |
| DR                                           | TBS系ドラマ『ハンドク!!!』主題歌 |
| Only One Song                                | フジテレビ系『メントレG』エンディングテーマ |
| 花唄                                         | 日本テレビ系ドラマ『ナースマン』主題歌 |
| GREEN                                        | TBS系『ガチンコ!』テーマソング |
| Neighbor                                     | TBS系『ガチンコ!日本一モテない男』テーマソング |
| ding-dong                                    | TBS系ドラマ『やんパパ』主題歌 |
| glider                                       | フジテレビ系『メントレG』エンディングテーマ |
| 『コンクリート』『ジャパニーズ』『サンデー』 | CM：新日本石油「ENEOS（エネオス）」 |
| faith                                        | TBS系『ブーケをねらえ!』エンディングテーマ |
| AMBITIOUS JAPAN!                             | CM：JR東海 JR東海 東海道新幹線車内チャイム |
| ラブラブ♥マンハッタン                        | TBS系ドラマ『マンハッタンラブストーリー』主題歌 |
| ALIVE-LIFE                                   | フジテレビ系『メントレG』エンディングテーマ |
| トランジスタGガール                          | 日本テレビ系ドラマ『彼女が死んじゃった。』主題歌 |
| 自分のために                                 | 日本テレビ系ドラマ『ナースマンがゆく』主題歌 |
| for you                                      | フジテレビ系『メントレG』エンディングテーマ |
| 僕の恋愛事情と台所事情                       | フジテレビ系『メントレG』エンディングテーマ |
| 明日を目指して!                              | CM：進研ゼミ「中学講座」 |
| Mr.Traveling Man                             | TBS系ドラマ『夜王〜YAOH〜』主題歌 |
| Get Your Dream                               | TBS系『2006FIFAワールドカップドイツ大会』応援ソング |
| 宙船 (そらふね)                              | 日本テレビ系ドラマ『マイ☆ボス マイ☆ヒーロー』主題歌 |
| do! do! do!                                  | CM：マイクロソフト「Xbox 360」 |
| ひかりのまち                                 | フジテレビ系アニメ『スカルマン』オープニングテーマ |
| ラン・フリー(スワン・ダンスを君と)           | フジテレビ系『世界フィギュア2007』イメージソング |
| 本日、未熟者                                 | 日本テレビ系ドラマ『受験の神様』主題歌 |
| Over Drive                                   | フジテレビ系『メントレG』エンディングテーマ |
| 青春 SEISYuN                                 | TBS系ドラマ『歌姫』主題歌 |
| 雨傘                                         | 日本テレビ系ドラマ『ヤスコとケンジ』主題歌 |
| あきれるくらい 僕らは願おう                  | フジテレビ系『メントレG』エンディングテーマ |
| 太陽と砂漠のバラ                             | 日本テレビ系ドラマ『華麗なるスパイ』エンディングテーマ |
| スベキコト                                   | フジテレビ系『5LDK』エンディングテーマ |
| advance                                      | CM：ヤマト運輸「宅急便受取指定」 |
| また朝が来る                                 | NHKドラマ『ROMES/空港防御システム』主題歌 |
| CRY FOR THE MOON                             | フジテレビ系ドラマ『0号室の客』主題歌 |
| -遥か-                                       | 日本テレビ系『ザ!鉄腕!DASH!!』テーマソング |
| DASH VILLEGE                                 | 日本テレビ系『ザ!鉄腕!DASH!!』テーマソング |
| NaNaNa (太陽なんていらねぇ)                  | TBS系ドラマ『うぬぼれ刑事』主題歌 |
| 見上げた流星                                 | 日本テレビ系ドラマ『高校生レストラン』主題歌 |
| 羽田空港の奇跡                               | テレビ朝日系ドラマ『13歳のハローワーク』主題歌 |
| KIBOU                                        | CM：ヤマト運輸 |
| The Course of Life                           | フジテレビ系『TOKIOカケル』エンディングテーマ |
| リリック                                     | 日本テレビ系ドラマ『泣くな、はらちゃん』主題歌 |
| 手紙                                         | 映画『だいじょうぶ3組』主題歌 |
| ホントんとこ                                 | TBS系ドラマ『クロコーチ』主題歌 |
| Future                                       | CM：ヤマト運輸 |
| LOVE, HOLIDAY.                               | CM：JRA |
| 東京ドライブ                                 | CM：スズキ「ソリオ バンディット」 |
| fragile                                      | フジテレビ系ドラマ『フラジャイル』主題歌 |
| 愛! wanna be with you...                     | テレビ朝日系ドラマ『家政夫のミタゾノ』主題歌 |
| ローライダー                                 | CM：スズキ「ソリオ バンディット」 |
| クモ                                         | TBS系ドラマ『わにとかげぎす』主題歌 |

## 出演
単独出演については、それぞれ個人の記事を参照。（城島茂#出演・国分太一#出演・松岡昌宏#出演）

### テレビ
- 桜っ子クラブ（テレビ朝日ほか、内海光司・SMAPと共演）
- クイズ!年の差なんて（1992年5月 - 1994年9月、フジテレビ系）
- アイドルオンステージ（1993年10月 - 1994年12月、NHK-BS2）
- マジカル頭脳パワー!!（1995年2月 - 1998年3月、日本テレビ系）
  1. 1995年2月9日 松岡昌宏・長瀬智也
  2. 1995年3月16日
  3. 1995年7月27日 松岡昌宏・山口達也
  4. 1995年8月17日 長瀬智也・国分太一
  5. 1995年10月12日
  6. 1995年11月2日 松岡昌宏・国分太一
  7. 1995年11月9日 長瀬智也・山口達也
  8. 1995年11月30日 城島茂・長瀬智也
  9. 1995年12月14日
  10. 1996年1月18日 城島茂・松岡昌宏
  11. 1996年2月15日 城島茂・長瀬智也
  12. 1996年3月14日
  13. 1996年5月2日 城島茂・長瀬智也
  14. 1996年5月16日 城島茂・国分太一
  15. 1996年6月20日 城島茂 長瀬智也
  16. 1996年8月29日 松岡昌宏
  17. 1996年10月24日 松岡昌宏
  18. 1996年11月14日 長瀬智也
  19. 1996年12月19日
  20. 1997年3月13日 松岡昌宏
  21. 1997年5月8日 城島茂
  22. 1997年6月19日 長瀬智也
  23. 1997年8月7日 城島茂
  24. 1997年8月14日 松岡昌宏
  25. 1998年1月29日 城島茂
  26. 1998年2月12日 松岡昌宏
  27. 1998年3月12日 山口達也
- 天使の仮面（1996年4月16日 - 7月2日、テレビ朝日系）
- さんまのSUPERからくりTV（1996年4月21日 - 1998年3月29日、TBS系）
- 超次元タイムボンバー（1996年10月17日 - 1997年9月11日、テレビ朝日系） - 主に城島茂・山口達也・国分太一が出演
- P-STOCK（1996年7月23日 - 1997年3月28日、フジテレビ系）
- Toki-kin急行 好きだよ!好きやねん（1996年10月16日 - 1997年3月12日、TBS系）（KinKi Kidsと共演）
- TOKIO HEADZ!（1997年4月2日 - 1998年5月28日、TBS系）
- 24時間テレビ 「愛は地球を救う」（1997年・1998年・2003年・2010年・2014年、日本テレビ系）
- ねばぎば!TOKIO（1997年10月12日 - 1998年9月27日、フジテレビ系）
- 男女8人恋愛ツアー!TOKIOのな・り・ゆ・き!!（1998年10月13日 - 1999年9月30日、フジテレビ系）
- Sports Party ただいま夢中!（1999年4月3日 - 9月25日、フジテレビ系）
- ガチンコ!（1999年4月13日 - 2003年7月29日、TBS系）
- メントレG（1999年10月8日 - 2008年9月14日、フジテレビ系）
- 開局50周年 24時間テレビ「ファイトTV24・やればできるさ!」（2001年6月30日 - 7月1日、TBS系）
- TOKIOの女優な夜（2002年1月、日本テレビ系）
- TOKIO恋の予感（2003年1月、日本テレビ系）
- ★愛と誠★（2003年8月5日 - 12月9日、TBS系）
- TOKIO史上最大の特番!（2004年4月、日本テレビ系）
- TOKIOでナイト（2005年1月、日本テレビ系）
- 大笑点（2006年1月1日・2007年1月1日・2008年1月1日、日本テレビ系）
- 生命38億年スペシャル・人間とはなんだ!? V（2006年2月25日、TBS系）
- ザッツ宴会テイメント（2008年4月6日・10月5日、日本テレビ系）
- 5LDK（2008年10月9日 - 2012年9月20日、フジテレビ系）
- 一流選手とマジ対決! TOKIO☆ドリームチャレンジ!!（2009年1月1日、日本テレビ系）
- 新春TOKIO生放送ドリームチャレンジ! 神ワザ人間大集合SP（2010年1月1日、日本テレビ系）
- TOKIOカケル（2012年10月10日 - 2023年9月27日、フジテレビ系）
- 大航海ごはん（2014年1月4日、NHK総合）
- NHKスペシャル「食の起源」（2019年 - 2020年、NHK総合） - ナビゲーター[82]
  - 第1集 ご飯〜健康長寿の敵か?味方か?〜（2019年11月24日）
  - 第2集 塩〜人類をとりこにする“本当の理由”〜（2019年12月15日）
  - 第3集 脂〜発見!人類を救う“命のアブラ”〜（2020年1月12日）
  - 第4集 酒〜飲みたくなるのは“進化の宿命”!?〜（2020年2月2日）
  - 第5集 美食〜人類の果てなき欲望!?〜（2020年2月23日）
- トキタビ（2023年10月7日 - 2024年3月30日、フジテレビ）
- ザ!鉄腕!DASH!!（1995年11月2日 - 2025年6月22日、日本テレビ系）-  グループ解散後も城島茂・松岡昌宏の出演は継続している[83][84]。

### ラジオ番組
- TOKIO CLUB（1992年4月 - 1994年3月、TBSラジオ）
- TOKIO カラオケ HIT CLUB（1993年10月 - 1994年3月、ニッポン放送）
- TOKIO 震災復興支援特別番組（2011年4月 - 2012年3月、Date fm・ふくしまFM・エフエム岩手）
  - 各放送局はそれぞれ別の内容。
  - TOKIO・嵐・KAT-TUNが1週間ごとに交代して出演した。

### CM
- フマキラー「ベープシリーズ」（1994年 - ）
- 江崎グリコ
  - アーモンドクラッシュボール
  - クリスプ
  - パピコ
- コンパック「Presario」（1999年 - 2001年）
- 日本ユニセフ協会「ワールドカウントダウン募金」（2000年）
- ベネッセコーポレーション「進研ゼミ中学講座」（2000年）
- 麒麟麦酒「キリンラガービール」（2000年 - 2003年）
- ごはん食推進委員会（2000年）
- 新日本石油（2003年 - 2005年）
- 東海旅客鉄道・AMBITIOUS JAPAN!キャンペーン（2003年 - 2005年）
- マイクロソフトXbox 360・「do!do!do! しようぜ。」キャンペーン（2006年）
- ヤマト運輸（2010年2月 - 2018年4月）
- 農林水産省・FOOD ACTION NIPPON「食べて応援しよう！」（2011年 - 2013年）
- グリー「探検ドリランド」（2011年7月29日 - 2013年）
- ゼンショー「すき家」（2011年9月 - 10月）
- 福島県（2012年7月 - ）[85]
- 日本中央競馬会 企業CM（2014年）
- スズキ「ソリオ/ソリオバンディット」（2015年 - 2018年）
- ジャパネットたかた「30周年スタートダッシュキャンペーン」（2016年）
- フォートナイト（2018年 - 2019年）[86][87]
- トリドールホールディングス「トマたまカレーうどん」篇 他（2021年 - ）
- ネスレ日本／ネスカフェ「ネスカフェ ゴールドブレンド」（2021年10月 - 2023年5月）[88]
- ユアマイスター（2021年 - 2023年）

### 舞台
- ハローマックミュージカル「ぼくのシンデレラ」（1990年、青山劇場） - 城島茂・国分太一・松岡昌宏・小島啓の4名で出演。中村繁之主演のミュージカル。
- PLAYZONE'91 SHOCK（1991年7月4日 - 8月14日、青山劇場 / 大阪フェスティバルホール） - 城島茂・山口達也・国分太一・松岡昌宏・小島啓の5名で出演。なお、長瀬智也もジャニーズJr.として出演しており、大阪公演では足の怪我で欠席していた小島啓の代役も務めた。少年隊主演のミュージカル。
- 聖闘士星矢ミュージカル（1991年8月15日 - 9月1日、青山劇場） - 同じく城島茂・山口達也・国分太一・松岡昌宏・小島啓の5名で出演。 SMAP主演のミュージカルで、5人は黄金聖闘士役を演じた。長瀬智也もジャニーズJr.として出演している。
- PLAYZONE'92 さらばDiary（1992年7月 - 8月、青山劇場 / 大阪フェスティバルホール） - 同じく城島茂・山口達也・国分太一・松岡昌宏・小島啓の5名で出演。長瀬智也もミュージカルのみでのサポートメンバーとして参加。少年隊主演のミュージカル。
- PLAYZONE'93 WINDOW（1993年7月 - 8月、青山劇場 / 大阪フェスティバルホール） - 同じく城島茂・山口達也・国分太一・松岡昌宏・小島啓の5名で出演。長瀬智也もミュージカルのみでのサポートメンバーとして参加。少年隊主演のミュージカル。

### 音楽フェスティバル
- テレビ朝日ドリームフェスティバル2011（2011年9月23日）[89]
- JOIN ALIVE 2014（2014年7月20日）[90]
- サマーソニック 2014（2014年8月16日、17日）[91]

### 連載
- 週刊TVガイド「TOKIO P.S.I Love You」（東京ニュース通信社）
- 月刊TVfan「TOKIOのお仕事」（2011年6月号 - 2019年3月号、共同通信社）[92]
- MISS plus+ 「TOKIO悩み相談室」（2013年5月号 - 休刊、世界文化社）

### NHK紅白歌合戦出場歴
デビュー・シングル『LOVE YOU ONLY』のヒットにより、第45回（1994年）に紅白歌合戦へ初出場を果たす。歌手デビューからわずか3か月での紅白初出場は、当時の史上最短記録だった。それ以降は第68回（2017年）まで、24年連続で出場していた。ジャニーズ事務所所属の歌手として、紅白歌合戦24回出場は2020年時点で最多出演記録となる。
| 年度   | 放送回 | 回 | 曲目                         | 備考                          |
| ------ | ------ | -- | ---------------------------- | ----------------------------- |
| 1994年 | 第45回 | 初 | LOVE YOU ONLY                |                               |
| 1995年 | 第46回 | 2  | 風になって（紅白バージョン） |                               |
| 1996年 | 第47回 | 3  | ありがとう…勇気              |                               |
| 1997年 | 第48回 | 4  | フラれて元気                 |                               |
| 1998年 | 第49回 | 5  | Love & Peace                 |                               |
| 1999年 | 第50回 | 6  | 愛の嵐                       |                               |
| 2000年 | 第51回 | 7  | みんなでワーッハッハ!        |                               |
| 2001年 | 第52回 | 8  | メッセージ                   |                               |
| 2002年 | 第53回 | 9  | 花唄                         |                               |
| 2003年 | 第54回 | 10 | AMBITIOUS JAPAN!             |                               |
| 2004年 | 第55回 | 11 | 自分のために                 | 白組トップバッター            |
| 2005年 | 第56回 | 12 | 明日を目指して!              |                               |
| 2006年 | 第57回 | 13 | 宙船（そらふね）             |                               |
| 2007年 | 第58回 | 14 | 青春 SEISYuN                 |                               |
| 2008年 | 第59回 | 15 | 雨傘                         |                               |
| 2009年 | 第60回 | 16 | 太陽と砂漠のバラ             |                               |
| 2010年 | 第61回 | 17 | advance                      |                               |
| 2011年 | 第62回 | 18 | 見上げた流星                 |                               |
| 2012年 | 第63回 | 19 | KIBOU                        |                               |
| 2013年 | 第64回 | 20 | AMBITIOUS JAPAN!             |                               |
| 2014年 | 第65回 | 21 | LOVE YOU ONLY                |                               |
| 2015年 | 第66回 | 22 | AMBITIOUS JAPAN!             |                               |
| 2016年 | 第67回 | 23 | 宙船（そらふね）             | 東京都庁前 都民広場から生中継 |
| 2017年 | 第68回 | 24 | AMBITIOUS JAPAN!             |                               |

### FNS歌謡祭
『FNS歌謡祭』（フジテレビ系列）には、歌手デビューの1994年に初出演して以来、2017年まで24年連続で出演していた（但し1995年・1997年・1998年はデータ不明の為、曲目・曲順共に未記載）。
| 年度   | 放送回           | 回 | 曲目                        | コラボレーション・ソロ                     |
| ------ | ---------------- | -- | --------------------------- | ------------------------------------------ |
| 1994年 | 第23回           | 初 | LOVE YOU ONLY               |                                            |
| 1995年 | 第24回           | 2  |                             |                                            |
| 1996年 | 第25回           | 3  | ありがとう…勇気             |                                            |
| 1997年 | 第26回           | 4  |                             |                                            |
| 1998年 | 第27回           | 5  |                             |                                            |
| 1999年 | 第28回           | 6  | 愛の嵐                      |                                            |
| 2000年 | 第29回           | 7  | みんなでワーッハッハ!       |                                            |
| 2001年 | 第30回           | 8  | DR                          |                                            |
| 2002年 | 第31回           | 9  | ding-dong                   |                                            |
| 2003年 | 第32回           | 10 | AMBITIOUS JAPAN!            |                                            |
| 2004年 | 第33回           | 11 | 自分のために                |                                            |
| 2005年 | 第34回           | 12 | 明日を目指して!             |                                            |
| 2006年 | 第35回           | 13 | 宙船（そらふね）            |                                            |
| 2007年 | 第36回           | 14 | 青春 SEISYuN                |                                            |
| 2008年 | 第37回           | 15 | 雨傘                        |                                            |
| 2009年 | 第38回           | 16 | 太陽と砂漠のバラ            |                                            |
| 2009年 | 第38回           | 16 | 安奈                        | 甲斐よしひろ×長瀬智也×alan                 |
| 2010年 | 第39回           | 17 | NaNaNa (太陽なんていらねぇ) |                                            |
| 2010年 | 第39回           | 17 | タイガー&ドラゴン           | 横山剣×長瀬智也                            |
| 2011年 | 第40回           | 18 | ダイナマイトが百五十屯      | 小林旭×長瀬智也×武田真治                   |
| 2011年 | 第40回           | 18 | 宙船（そらふね）            | TOKIO×吉川晃司                             |
| 2011年 | 第40回           | 18 | 見上げた流星                |                                            |
| 2012年 | 第41回           | 19 | 羽田空港の奇跡              | TOKIO×横山剣                               |
| 2012年 | 第41回           | 19 | Let's Go!                   | 近藤真彦×TOKIO×KinKi Kids×テゴマス         |
| 2013年 | 第42回           | 20 | AMBITIOUS JAPAN!            |                                            |
| 2013年 | 第42回           | 20 | WAになっておどろう          | V6×ゴスペラーズ×城島茂×押尾コータロー      |
| 2014年 | 第43回           | 21 | LOVE YOU ONLY               |                                            |
| 2014年 | 第43回           | 21 | 愚か者                      | 近藤真彦×TOKIO×関ジャニ∞                   |
| 2014年 | 第43回           | 21 | LOVE, HOLIDAY.              |                                            |
| 2015年 | 第44回 （第1夜） | 22 | AMBITIOUS JAPAN!            |                                            |
| 2015年 | 第44回 （第1夜） | 22 | 東京ドライブ                |                                            |
| 2015年 | 第44回 （第1夜） | 22 | TRUE LOVE                   | 藤井フミヤ×長瀬智也                        |
| 2016年 | 第45回 （第1夜） | 23 | 宙船（そらふね）            | 長瀬智也×ゆず                              |
| 2016年 | 第45回 （第1夜） | 23 | 愛! wanna be with you...    |                                            |
| 2017年 | 第46回 （第1夜） | 24 | さすらい                    | 奥田民生×長瀬智也                          |
| 2017年 | 第46回 （第1夜） | 24 | エンジン                    | 奥田民生×長瀬智也                          |
| 2017年 | 第46回 （第1夜） | 24 | クモ                        |                                            |
| 2017年 | 第46回 （第1夜） | 24 | ミッドナイト・シャッフル    | 近藤真彦 with FNSマッチバンド（Gt.城島茂） |
| 2017年 | 第46回 （第1夜） | 24 | ハイティーン・ブギ          | 近藤真彦 with FNSマッチバンド（Gt.城島茂） |

### FNSうたの夏まつり
『FNS歌謡祭』（フジテレビ系列）の派生番組として放送開始した『FNSうたの夏まつり』（フジテレビ系列）には2015年から出演している。
| 年度   | 放送回 | 回 | 曲目             | コラボレーション・ソロ |
| ------ | ------ | -- | ---------------- | ---------------------- |
| 2015年 | 第4回  | 初 | 宙船（そらふね） |                        |
| 2015年 | 第4回  | 初 | LOVE, HOLIDAY.   |                        |
| 2016年 | 第5回  | 2  | LOVE YOU ONLY    |                        |
| 2016年 | 第5回  | 2  | fragile          |                        |

### テレ東音楽祭
| 年度   | 放送回 | 回 | 曲目             | コラボレーション・ソロ | 備考         |
| ------ | ------ | -- | ---------------- | ---------------------- | ------------ |
| 2014年 | 第1回  | 初 | LOVE, HOLIDAY.   |                        |              |
| 2014年 | 第1回  | 初 | AMBITIOUS JAPAN! |                        |              |
| 2015年 | 第2回  | 2  | AMBITIOUS JAPAN! |                        |              |
| 2015年 | 第2回  | 2  | LOVE, HOLIDAY.   |                        |              |
| 2015年 | 第2回  | 2  | LOVE YOU ONLY    |                        |              |
| 2016年 | 第3回  | 3  | 宙船（そらふね） |                        |              |
| 2016年 | 第3回  | 3  | fragile          |                        |              |
| 2016年 | 第3回  | 3  | AMBITIOUS JAPAN! |                        |              |
| 2017年 | 第4回  | 4  | 全部抱きしめて   | 長瀬智也×堂本光一      | 堂本剛の代役 |
| 2017年 | 第4回  | 4  | 宙船（そらふね） |                        |              |
| 2017年 | 第4回  | 4  | フラワー         | 長瀬智也×堂本光一      | 堂本剛の代役 |
| 2017年 | 第4回  | 4  | クモ             |                        |              |
| 2017年 | 第4回  | 4  | LOVE YOU ONLY    |                        |              |

## ライブ年譜
1993年
- 〜WE ARE SAY'S〜 With TOKIO（3/30‐5/2）

1994年
- FIRST LIVE（1/5‐23）
- See You Again・松竹座（5/14‐15）
- MOVE ON（8/20‐30）
- 日本武道館コンサート TOKIOと楽しい時代を（11/2）
- TOKIO First Album 記念ライブ（11/3‐5）
  - （大阪IMPホール・福岡クロッシングホール）

1995年
- Bad Boy's Business'95 コンサートツアー（3/12‐24）
  - 全国4ヶ所11公演

- Bad Boy's Boundコンサートツアー（8/3‐9/3）
  - （福岡サンパレス・札幌市民会館・大阪厚生年金会館・名古屋市民会館・渋谷公会堂・仙台市民会館・広島アステルホール・渋谷公会堂）

1996年
- TOKIO CONCERT TOUR 1996 風になって（1/4‐15）
  - （大阪城ホール・日本武道館・名古屋レインボーホール）

- TOKIO CONCERT TOUR 1996 BLOWING（3/20‐5/3）
  - （北海道厚生年金会館・名古屋センチュリーホール・新潟県民会館・松本文化会館・仙台市民会館・福岡サンパレス・大阪城ホール・横浜アリーナ）

- TOKIO CONCERT TOUR 1996 Hallelujah Go Go!（8/11‐9/29）
  - （宮城県民会館・広島郵便貯金ホール・福岡サンパレス・名古屋センチュリーホール・日本武道館・長野市民会館・新潟県民会館・石川厚生年金会館・大阪厚生年金会館・北海道厚生年金会館）

1997年
- TOKIO CONCERT TOUR 1997 Be a HERO 〜Everybody Can Do!〜（1/5‐15）
  - （名古屋センチュリーホール・日本武道館・大阪城ホール）

- TOKIO SPRING CONCERT WILD & MILD（3/20‐4/6）
  - （新潟県民会館・渋谷公会堂・NHKホール・北海道厚生年金会館・名古屋センチュリーホール・福岡サンパレス・大阪フェスティバルホール）

- TOKIO SUMMER CONCERT 夏祭り'97（8/14‐9/28）
  - （名古屋センチュリーホール・大阪フェスティバルホール・渋谷公会堂・東京国際フォーラム）

- TOKIO WINTER CONCERT BOYS & GIRLS〜この指とまれ!〜（12/20‐1998/1/7）
  - （大阪フェスティバルホール・名古屋センチュリーホール・東京宝塚劇場）

1998年
- SUMMER CONCERT TOUR 1998 LIMITED（7/20‐8/30）
  - （渋谷公会堂・仙台サンプラザ・Zepp Sapporo・広島郵便貯金会館・福岡サンパレス・大阪フェスティバルホール・名古屋センチュリーホール・石川厚生年金会館・新潟県民会館・渋谷公会堂・東京国際フォーラム）

1999年
- SPRING CONCERT'99 君を想うとき〜Heaven TOUR（3/26‐6/18）
  - （NHKホール・大阪フェスティバルホール・北海道厚生年金会館・宮城県民会館・名古屋センチュリーホール・福岡サンパレス・広島厚生年金会館・日本武道館）

2000年
- TOKIO LIVE TOUR 2000 YESTERDAY&TODAY（2/12‐4/1）
  - （石川厚生年金会館・新潟県民会館・北海道厚生年金会館・宮城県民会館・大阪城ホール・九州厚生年金会館・名古屋センチュリーホール・広島郵便貯金ホール・日本武道館）

- TOKIO CONCERT TOUR 2000 IN 台湾/香港（10/21‐26）
  - （南港101・香港Queen Elizabeth Stadium）

2001年
- TOKIO CONCERT TOUR 2001 どいつもこいつもTKO（2/3‐4/11）
  - （石川厚生年金会館・新潟テルサ・広島郵便貯金ホール・岩手県民会館・仙台サンプラザ・北海道厚生年金会館・福岡サンパレス・熊本市民会館・大阪城ホール・名古屋センチュリーホール・日本武道館）

2002年
- TOKIO LIVE TOUR 2002 5 AHEAD（2/2‐3/31）
  - (新潟県民会館・長野市民会館・岩手県民会館・仙台サンプラザホール・熊本市民会館・福岡サンパレス・愛知県体育館・日本武道館・大阪城ホール・旭川市民文化会館・北海道厚生年金会館・広島厚生年金会館）＋台湾3公演

2003年
- TOKIO LIVE TOUR 2003 glider（2/1‐3/30）
  - （新潟県民会館・石川厚生年金会館・岩手県民会館・宮城県民会館・福岡市民会館・熊本市民会館・大阪城ホール・北海道厚生年金会館・名古屋国際会議場センチュリーホール・日本武道館）

2004年
- JR東海presents TOKIO Live Tour 2004 AMBITIOUS JAPAN!（1/31‐3/28）
  - （石川厚生年金会館・新潟県民会館・岩手県民会館・仙台サンプラザホール・北海道厚生年金会館・名古屋国際会議場センチュリーホール・大阪城ホール・福岡サンパレス・日本武道館・広島厚生年金会館）

- TOKIO 10th Anniversary LIVE 2004（9/11‐19）
  - （大阪城ホール・名古屋レインボーホール・日本武道館）

2005年
- TOKIO LIVE TOUR 2005 ACTⅡ (2/5-3/31)
  - （北海道厚生年金会館・福岡サンパレス・名古屋国際会議場センチュリーホール・石川厚生年金会館・新潟県民会館・大阪城ホール・日本武道館・広島厚生年金会館・岩手県民会館・仙台サンプラザホール）

2006年
- TOKIO 明日を目指して！ LIVE TOUR!! 2006（2/4‐3/31）
  - （石川厚生年金会館・新潟県民会館・岩手県民会館・仙台サンプラザホール・大分iichikoグランシアタ・福岡サンパレス・名古屋国際会議場センチュリーホール・北海道厚生年金会館・大阪城ホール・日本武道館）

- TOKIO Special GIGs 2006 〜Get Your Dream〜（8/14‐9/15）
  - （Zepp Fukuoka・Zepp Sendai・Zepp Sapporo・Zepp Tokyo・Zepp Nagoya・Zepp Osaka）

2008年
- ★TOKIO LIVE TOUR 2008★ SUGAR（3/8‐30）
  - （日本武道館・大阪城ホール・日本ガイシスポーツプラザガイシホール）

- TOKIO SUMMER LIVE'08 SUGAR（7/27‐8/31）
  - （ウェルシティ札幌・仙台サンプラザホール・新潟県民会館・ウェルシティ金沢・盛岡市民文化ホール・福島県文化センター・佐賀市文化会館大ホール・長崎ブリックホール・広島ALSOKホール・とりぎん文化会館 梨花ホール・京都会館第一ホール・なら100年会館・パシフィコ横浜 国立大ホール）

2009年
- TOKIO LIVE TOUR OVER 30's WORLD（9/22‐10/8）
  - （日本武道館・大阪城ホール・日本ガイシスポーツプラザガイシホール）

2011年
- TOKIO LIVE TOUR 2011 +PLUS+（3/6‐5/30）
  - （仙台サンプラザホール・岩手県民会館・島根県民会館・広島ALSOKホール・松山市民会館・日本武道館・本多の森ホール・滋賀県立芸術劇場 びわ湖ホール 大ホール・グランキューブ大阪(大阪国際会議場)・佐賀市文化会館 大ホール・福岡サンパレス・名古屋国際会議場 センチュリーホール・函館市民会館・ニトリ文化ホール）
  - 追加：京都会館 第一ホール

2012年
- TOKIO LIVE TOUR 1718 （8/26‐9/23）
  - （仙台サンプラザホール・岩手県民会館・福岡市民会館・ニトリ文化ホール・郡山市民文化センター・なら100年会館大ホール・オリックス劇場・名古屋国際会議場センチュリーホール・本多の森ホール・日本武道館）

2014年
- JRA 60th presents TOKIO 20th Anniversary Live Tour HEART （8/1‐11/2）
  - （川口総合文化センター リリアメインホール・上野学園ホール・新潟県民会館・ニトリ文化ホール・松山市民会館 大ホール・名古屋国際会議場 センチュリーホール・本多の森ホール・仙台サンプラザホール・神戸国際会館 こくさいホール・大阪国際会議場（グランキューブ大阪） メインホール・福岡サンパレス・日本武道館）